# Мінливець великий
Мінливець великий, мінливець Ірис,  райдужниця велика (Apatura iris) — метелик з родини сонцевики (Nymphalidae), поширений у Європі, зокрема в Україні.

## Опис
Крила зверху бурі із білими плямами, частина яких зібрана у поперечну стрічку, яка йде через переднє і заднє крило. У задній частині заднього крила наявне невелике рудувате вічко. Колір крил змінюється із бурого до синього і фіолетового залежно від кута зору, що пов'язано із особливим розташуванням лусок, звідси і назва «мінливець».
Для мінливця є характерним виражений статевий диморфізм. Самиці є більшими за самців, мають більше коричневого відтінку та мають менш інтенсивний синій перелив. Розмах крил самців 60 — 70 мм, тоді як самиць — від 69 до 80 мм.

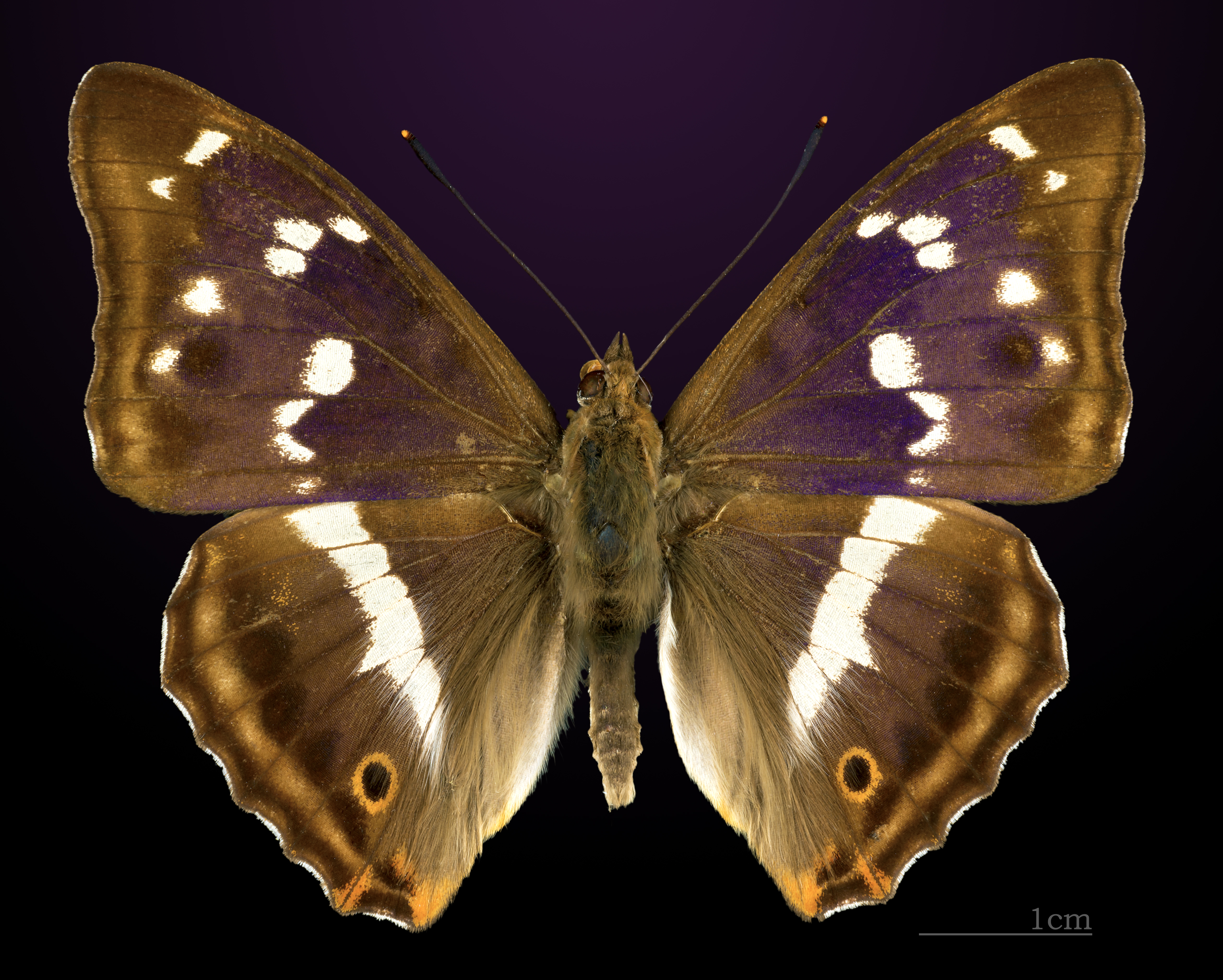
Мінливець великий
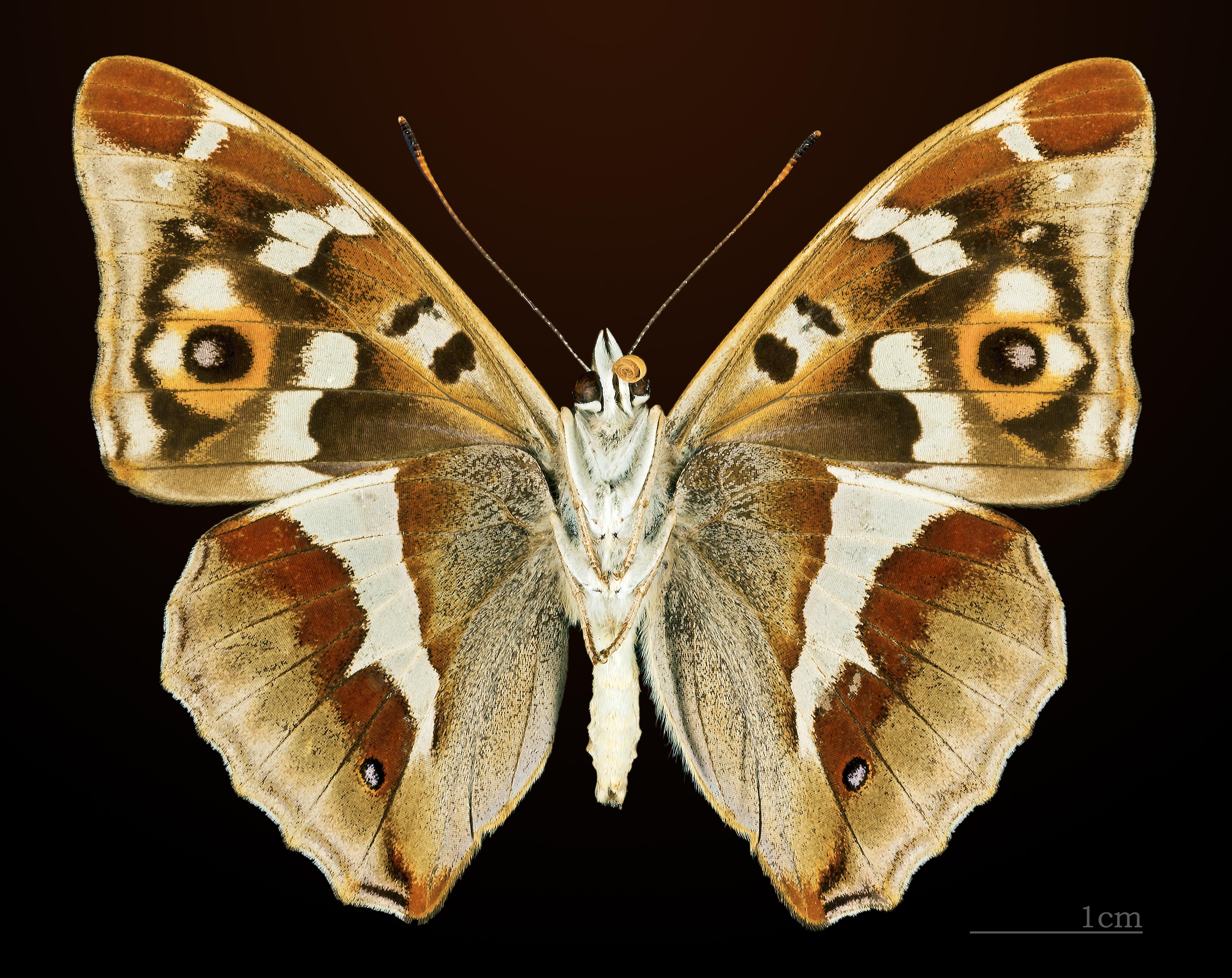
△ Мінливець великий

## Спосіб життя
Можна зустріти в лісах на галявинах, вздовж лісових доріг. Його улюблені місця — калюжі, тваринний послід, дерева, з яких витікає сік. Літає здебільшого у спекотні години. У прохолодну погоду метелики лишаються у своїх схованках. Імаго з'являються з середини червня до середини серпня.

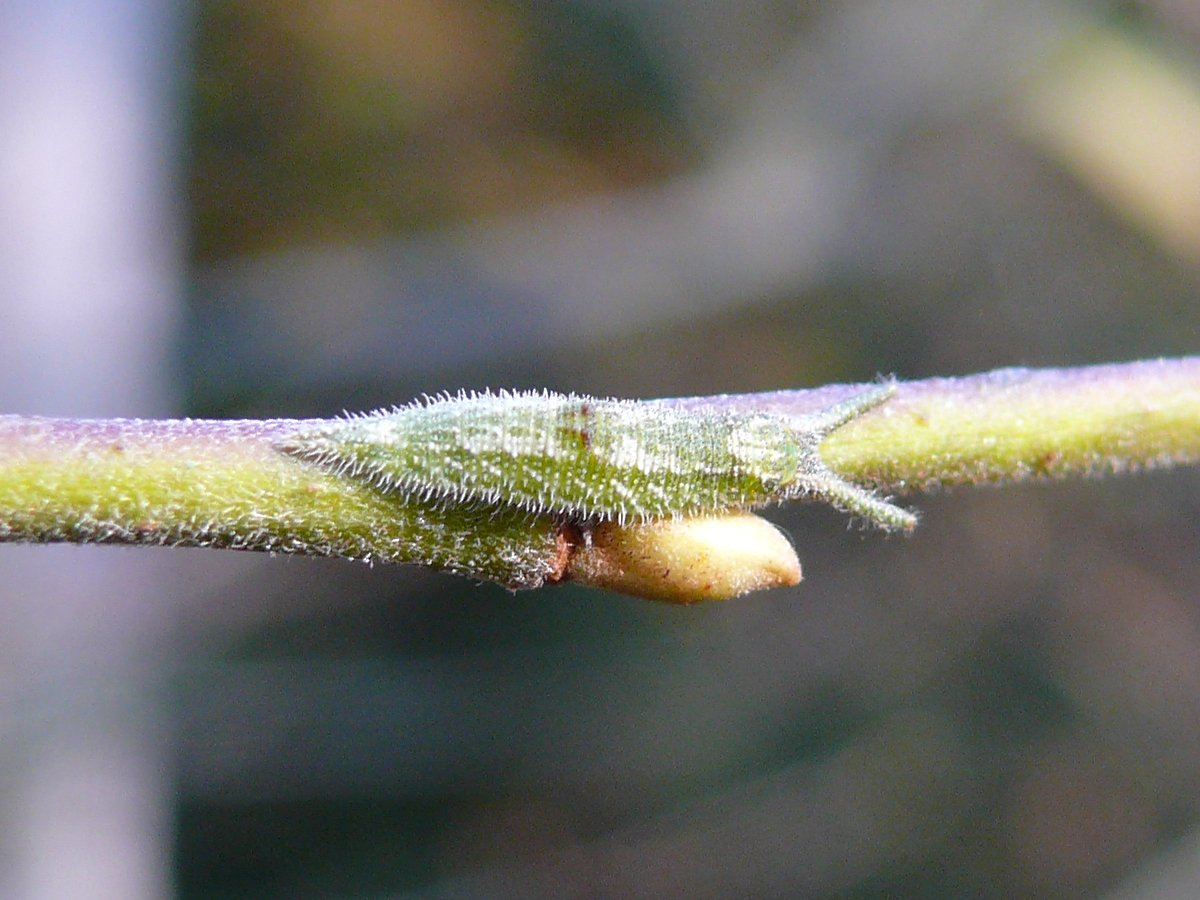
Гусениця мінливця великого (Apatura iris)

Гусениці зелені з жовтими цятками та світлими смужками. На передньому кінці тіла знаходяться два довгі вирости. Живляться листям декількох видів верб, осикою. Зустрічаються з серпня по червень. На цій стадії райдужниця зимує. Мають лише одну генерацію на рік.

## Поширення
Вид поширений у Європі, окрім Скандинавії, Ірландії та Південної Європи. Також зустрічається в помірному та субтропічному поясах Східної Азії. В Україні живе всюди, окрім степової зони та Криму. Зустрічається в листяних і мішаних лісах.

## Охорона
Вид занесено до Червоної книги України. До зменшення чисельності виду призводить руйнування їх біотопів, вилов для колекцій, а також природна низька чисельність.
2011 року цей вид метеликів оголошено в Німеччині метеликом року.

## Підвиди
- Apatura iris iris зустрічається в Україні
- Apatura iris bieti Oberthür, 1885 (Тибет, західний та центральний Китай)
- Apatura iris xanthina Oberthür, 1909
- Apatura iris kansuensis O. Bang-Haas, 1933
- Apatura iris amurensis Stichel, [1909] (Долини Амуру та Уссурі)

## Примітки

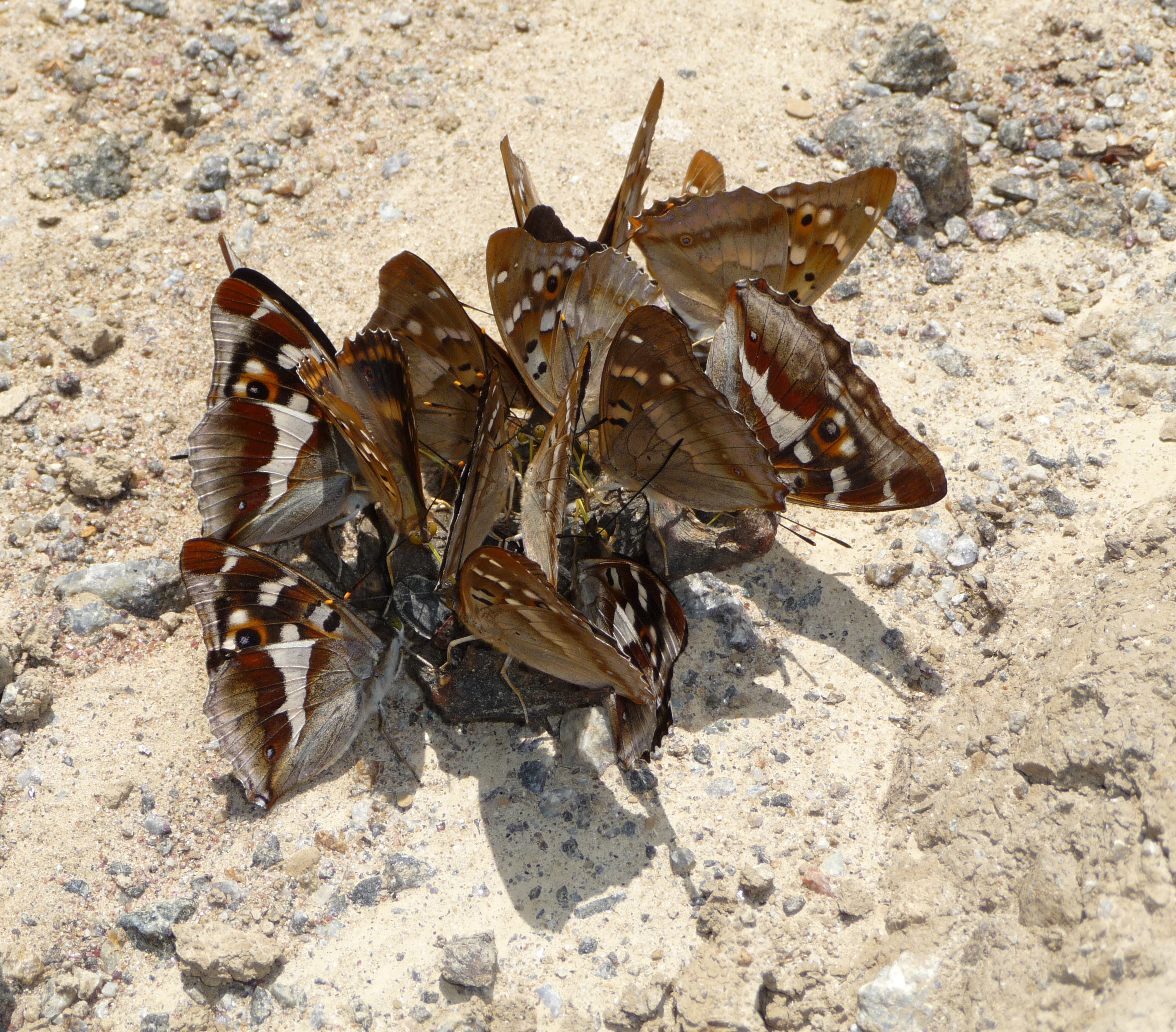
Райдужниці великі та райдужниці малі живляться вологою з тіла загиблої трав'яної жаби